# Eupithecia holbergata
Eupithecia holbergata là một loài bướm đêm trong họ Geometridae.